# Zdravka Bušić
Zdravka Bušić, née le 6 septembre 1950 à Imotski, est une femme politique croate. Membre de l'Union démocratique croate, elle a été député européen durant une année entre 2013 et 2014.